# Johann Friedrich Schmoll
Johann Friedrich Schmoll (* 10. September 1739 in Nieder-Saulheim; † 27. August 1794 in Kirchheimbolanden) war ein deutscher Organist und Komponist.

## Werdegang
Johann Friedrich Schmoll wechselte nach einer Anstellung am Hof des Wild- und Rheingrafen Carl Magnus von Rheingrafenstein in Gaugrehweiler 1771 auf die Organistenstelle an der Schlosskirche in Kirchheimbolanden mit ihrer 1745 erbauten dreimanualigen Orgel von Johann Michael Stumm.
In Grünstadt wirkte Schmoll von 1773 bis 1779 als Organist am Leininger Hof, wo ihm in der lutherischen Martinskirche ebenfalls eine dreimanualige Orgel von Johann Michael Stumm von 1738 zur Verfügung stand.
Im Juli 1777 zerschlug sich Schmolls Anstellung als Organist der lutherischen Kirchengemeinde Mannheim, da er die im April des Jahres angenommene Vokation zurücksendete und eine höhere Besoldung forderte.
1779 kehrte Schmoll wieder als Organist an die Kirchheimbolandener Schlosskirche und an den Hof Nassau-Weilburg zurück, wo er bis zu seinem Tod 1794 tätig war.

## Werke (Auswahl)
- Sechs leichte Orgelstücke[2]
- Lieder-Vorspiele 1. (VI Choralvorspiele: Hast du dann Jesu dein Angesicht, An Wasserflüssen Babilon, Wach auf mein Hertz und singe, Wach auf mein Hertz … Auf eine andere Art, Eine veste Burg ist unser Gott, Ach Gott und Herr.)
- Präludium und Fuge C-Dur, F-Dur, G-Dur
- Sonaten für Violine, Violoncello und Klavier